# Lost River (película)
Lost River (Río perdido) es una película estadounidense del género Neo-noir y fantástico de 2014 que fue escrita, producida y dirigida por  Ryan Gosling en su debut como director. Los actores principales fueron Christina Hendricks, Saoirse Ronan, Iain De Caestecker, Matt Smith,  Ben Mendelsohn, Barbara Steele, y Eva Mendes. El rodaje empezó en Detroit el 6 de mayo de 2013. La película se estrenó en la sección Un certain regard  en el Festival de Cannes 2014, y fue lanzada en los Estados Unidos el 10 de abril de 2015.[5][6][7]

## Argumento
Billy, una madre soltera (Christina Hendricks) vive en un barrio de Detroit que se desmorona rápidamente con sus dos hijos. El adolescente Huesos (Iain De Caestecker) y Franky, el niño (Landyn Stewart). Billy y Bones adoran a Franky, pero son bastante distantes el uno con el otro. En su tiempo libre, Huesos recoge tuberías de cobre de los edificios abandonados del barrio mientas trata de evitar a un criminal de la zona llamado Bully (Matt Smith), que quiere obtener todo el cobre posible. Un día, Bully pilla a Bones recogiendo tuberías, sale huyendo, dejándolas atrás. Más tarde, Huesos las recupera del escondite de Bully y se las arregla para escapar de Rostro.
Billy se reúne con un banquero, Dave (Ben Mendelsohn), respecto a un préstamo en el que el gerente del banco anterior la convenció para que pudiera quedarse en su casa, que originalmente pertenecía su abuela. Desde que Billy está en paro, es incapaz de devolver el préstamo y el banco busca algún método para que pague la casa. Después de la reunión Dave ofrece a Billy un trabajo, sin dar detalles sobre de qué se trata.
Un grupo de demolición comienza a derribar los edificios vacíos del vecindario. Junto con Huesos, Billy y Franky, los pocos residentes que quedan son Rata (Saoirse Ronan), su abuela (Barbara Steele) y su mascota, la rata Nick. La abuela de Rata tiene algún tipo de enfermedad mental, únicamente ve una y otra vez el vídeo de su boda, desde el día que su marido murió en la construcción de la presa. Huesos descubre una carretera cubierta por la vegetación que conduce a las profundidades del embalse. Mientras pasa el rato con Rata, Huesos se da cuenta de que hay una ciudad bajo en el lago, que fue inundada durante la construcción del embalse. Rata dice que la única manera de romper la “maldición” que plaga el barrio es capturar a la bestia de la ciudad sumergida y sacarla a la superficie.
La oferta de trabajo de Dave conduce a Billy a un cabaret del centro de la ciudad, llega hasta allí en un taxi conducido por un amistoso conductor. Entra a ver un espectáculo realizado por la intérprete principal, Gata (Eva Mendes). El tema del espectáculo es un sangriento “asesinato” donde Gata es apuñalada varias veces mientras su sangre salpica sobre un público, encantado por la actuación. Billy entra en los camerinos y conoce a Gata, que le enseña dónde se genera dinero de verdad, es decir, en el sótano. Allí abajo, las mujeres se encierran en una cápsula de plástico, para que el hombre que lo pague pueda hacer lo que quiera delante de la mujer sin que haya contacto de ningún tipo. 
Rata invita a Bones a salir por la noche en la ciudad. Acaban bailando en un instituto abandonado y sugieren abandonar la ciudad juntos se diera el caso de tener que hacerlo. Más tarde, salen de la tienda de una gasolinera, donde se encuentran a Bully y Rostro, Bully le cortó los labios a Rostro después de dejar escapar a Bones. Huesos se esconde de Bully. Rata, para proteger a Bones, acepta la oferta de Bully de llevarla a casa en su extravagante coche. Bully camina con Rata hasta la puerta delantera de su casa y le pregunta si puede ver a su rata Nick. Él agarra a Nick y la decapita con unas tijeras. Huesos llega corriendo cuando Bully se marcha en coche.
Billy tiene que llevar a Franky a trabajar con ella, ya que Bones está fuera con Rata. En su actuación, Billy hace como si se estuviera cortando la cara, lo que emociona al público. Más tarde ella se sienta con Dave, que está a cargo del negocio, este interpreta una canción. Lleva a Billy y Franky a casa, pero se detiene cuando ve a Huesos, parado fuera del coche.
Huesos deja a Billy en el trabajo una noche, y ve lo que ha estado haciendo para ganar dinero y poder quedarse la casa. Incapaz de ayudar más en su situación financiera, robando tuberías de cobre, Huesos decide que va a romper la "maldición" anteriormente mencionada. Él deja a Franky con Rata en la casa de Billy y entra en el embalse con una barca hinchable, se sumerge en el agua, llegando a la ciudad inundada y cortando la cabeza de una estatua de un dinosaurio situada en un parque temático. Mientras tanto Rostro, entra en la casa de Rata y le prende fuego. Rostro escapa del incendio, mientras Rata, que estaba en la casa de al lado, se da cuenta de que la suya está ardiendo. Corre a rescatar a su abuela, que está totalmente ausente, Rata no consigue que se levante y sale de la casa con Franky en brazos. Habiendo conseguido cortar la cabeza del dinosaurio, Bones vuelve a la orilla y se encuentra su coche quemado. Aparece Bully e intenta atropellar a Huesos con su coche, pero en el último momento, Huesos se aparta de la trayectoria y lanza la cabeza del dinosaurio contra el parabrisas de Bully, haciendo que se estrelle contra su coche, que está ardiendo. Bully sale despedido y acaba ahogándose en el lago.
En el trabajo, Billy está atrapada en la cápsula de plástico mientras Dave realiza un extraño baile sexual a su alrededor. A pesar de tener un botón que bloquea la cápsula desde el interior, Dave tiene un mando que abre la cerradura. Finalmente logra salir de la cápsula y le clava a Dave una navaja en el oído sano, dejándolo sordo. Billy regresa para reunirse con sus hijos. Rata permanece sentada en los escalones de su casa mientras sigue ardiendo. Con la ayuda del conductor del taxi, los cuatro huyen y dejan atrás el barrio.

## Reparto
- Christina Hendricks como Billy.
- Iain De Caestecker como Huesos.
- Saoirse Ronan como Rata.
- Matt Smith como Bully.
- Ben Mendelsohn como Dave.
- Eva Mendes como Gata.
- Reda Kateb como Taxista.
- Barbara Steele como Abuela.
- Torrey Wigfield como Rostro.
- Rob Zabrecky como MC.
- Landyn Stewart como Franky.

## Producción
En mayo de 2013, las escenas comenzaron a filmarse en el  Templo Masónico de Detroit en Detroit, Míchigan.

### Música
La banda sonora para Lost River fue compuesta por Johnny Jewel.
El primer teaser original de la música salió el 3 de febrero de 2015, cuando Chromatics emitió el sencillo "Yes (Love Theme from Lost River)," que aparece en la película. Jewel publicó la banda sonora el 30 de marzo de 2015. La banda sonora se compone de música de la score, pero también de la cinta de  Glass Candy, Chromatics, Desire y Symmetry, así como canciones cantadas por Saoirse Ronan y Ben Mendelsohn, que protagonizan la película. La canción 'Tell Me', cantada por Ronan, apareció en el primer episodio de la serie de televisión Riverdale. La banda sonora se publicó en CD, digitalmente y en edición limitada en 3xLP en vinilo morado.

## Estreno
La película se estrenó el 20 de mayo de 2014 en el Festival de Cine de Cannes, donde fue recibida con abucheos y vítores por parte de la audiencia. Warner Bros, la distribuidora de la película, consideró vender sus derechos de distribución a otro estudio. El 30 de diciembre de 2014 Warner Bros anunció que Lost River tendría un lanzamiento limitado a principios de 2015 y se estrenaría simultáneamente en plataformas de vídeo bajo demanda.
Lost River fue parte del SXSW Festival de cine en Austin Texas.

## Recepción de la crítica
Lost River recibió críticas variadas en el momento de su lanzamiento. En Rotten Tomatoes, la película obtuvo un índice del 30%, basado en 69 críticas, con un índice medio de 4,5/10. El consenso de la crítica de la web dice: "Lost River sugiere que el escritor y director debutante Ryan Gosling puede tener un futuro brillante como cineasta, pero no se mantiene lo suficientemente bien como para recomendarlo por su propio mérito." En Metacritic, la película obtuvo una puntuación de 42/100, basada en 21 críticas, indicando "críticas mezcladas o promedias".
Peter Bradshaw de The Guardian declaró que la película es "colosalmente indulgente, sin forma, a menudo fantástica y sin pensar, ofensiva y en todo momento insoportablemente engreída". Kate Muir de The Sunday Times declaró que "Lost River de Ryan es un majestuoso mash up de Lynch, Refn y Edward Hopper, de mala manera." Robbie Collin de The Telegraph calificó a la película como "sorprendentemente pobre" y declaró que Gosling "confunde “hacer películas” con hacer un montaje de gifs de “Tumblr, David Lynch y de Mario Bava".
En 2016, la película consiguió más opiniones positivas por parte de los fanes del género fantástico surrealista.

## Controversia
Las escenas violentas retransmitidas de la película por FX el 13 de febrero de 2017 en Indonesia llevaron a la prohibición del canal por la autoridad de Indonesia desde el 10 al 14 de abril en 2017.